# Полоса захвата

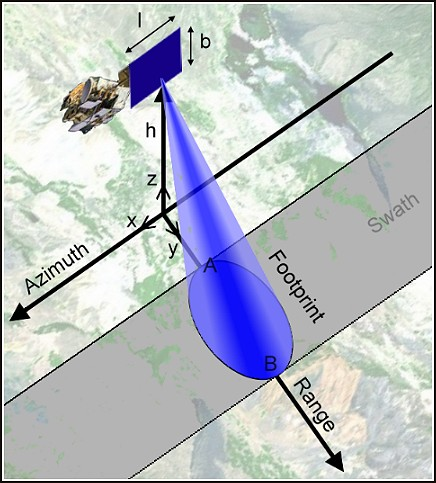
Полоса захвата спутника дистанционного зондирования (между точками А и В).

Полоса захвата (англ. swath) - термин в области дистанционного зондирования, обозначающий наблюдаемую съёмочной (регистрирующей) аппаратурой спутника полосу поверхности планеты.
Ширина полосы захвата (англ. swath width) - находится на поверхности, перпендикулярной траектории полёта и измеряемой в километрах. Реализуется поперечной развёрткой сканирующего механизма (т. е. перпендикулярно маршруту движения КА), за счёт механического качания или с помощью электронной развёртки и передающего регистрируемое электромагнитное излучение на сенсор (приёмное устройство) КА. Зависит, в том числе, от высоты орбиты спутника, пространственного разрешения съёмочной аппаратуры и геометрических характеристик сканирующего устройства. Спутники высокого пространственного разрешения (менее 1 метра на пиксель изображения) обычно имеют ширину полосы захвата в пределах 10-20 км, а геостационарные спутники могут охватить почти всё полушарие. Ширина полосы захвата тесно связана с таким параметром спутника дистанционного зондирования, как повторяемость: чем уже ширина полосы, тем реже повторяемость съёмки заданного участка поверхности небесного тела.